# Cykelräkningsstation
En cykelräkningsstation är en installation i vägtrafikrummet som syftar till att räkna cyklister. Det finns ett flertal olika tekniker för att registrera en förbipasserande cykel med olika för- och nackdelar. Ett sätt att använda informationen från en cykelräkningsstation är att visa den på en cykelbarometer.

## Räkningstekniker

### Induktiva slingor
Induktiva slingor är den i särklass vanligaste och mest beprövade metoden att räkna cyklister på. En slinga fräses ned i asfalten och kopplas till en logger. Den senare registrerar därefter den inducerade spänningen som cykelns metalldelar ger upphov till när den passerar över slingan.
Fördelar: väl beprövad teknik, hög noggrannhet (över 95 procent som bäst), låg energiförbrukning, kan räkna klungor av cyklister.
Nackdelar: fungerar mindre bra när de är täckta av snö och is

### Optiska sensorer
Optiska sensorer består av en optisk kabel som fräses ned i en ränna i asfalten tvärs över vägbanan. Rännan fylls med en gummimassa. När en cykel passerar över fiberkabeln komprimeras denna och får ljuset i kabeln att ändras och trigga loggern.
Fördelar: hög noggrannhet (över 90 procent).
Nackdelar: fungerar dåligt då den är täckt med is, känslig för snöplogning.

### Radar
Radar består av en dopplerradar som skickar ut en stråle som reflekteras av objekt som rör sig i närheten. Den reflekterade strålen mäts och man kan registrera med vilken hastighet ett objekt rör sig mot radarn.
Fördelar: ingen fräsning i asfalten behövs.
Nackdelar: registrerar springande personer som cyklar, registrerar cyklister i bredd som en, biltrafik måste vara avgränsad från cykeltrafiken.